# Su e giù per le scale (film)
Su e giù per le scale (Upstairs and Downstairs) è un film del 1959 diretto da Ralph Thomas.

## Trama
La coppia di sposi Richard e Kate devono assumere una persona per ricoprire il ruolo domestico della loro casa. Nel caotico via vai dei candidati la bella italiana Maria organizza feste sfrenate con i marinai americani, l'alcolizzato Rosemary brucia la cucina, mentre i coniugi Farringdon fanno un buco nel muro della cucina per rapinare la banca accanto...